# Let’s Dance/Staffel 5
Die fünfte Staffel der Live-Tanzshow Let’s Dance lief zwischen dem 14. März und 23. Mai 2012.

## Die Show
Erstmals tanzten nicht nur zwölf Paare in elf Livesendungen, mit Maite Kelly nahm auch unüblicherweise eine Vorjahressiegerin am Jurypult Platz.
Ein weiteres Novum war die Einführung eines Showmottos in der vierten Sendung der Staffel, die ganz im Zeichen des Kulttanzfilmes Dirty Dancing stand. Zwei Wochen später präsentierten die Kandidaten in einer weiteren „Mottoshow“ einen Freestyle-Tanz zu selbst gewählten Musiktiteln, die in ihrem Leben eine besondere Rolle spielen. Ihre damit verbundenen „Magic Moments“ wurden zuvor im Einspieler erzählt bzw. erklärt.
Ähnlich wie in der Staffel zuvor fand ein Tanzduell statt, wobei die verbliebenen sechs Paare dieses Mal beim sogenannten „Tanz-Showdown“ aber nicht direkt gegeneinander antraten, sondern auf die Gruppen „Tango“ (Magdalena Brzeska, Stefanie Hertel und Joana Zimmer) und „Jive“ (Patrick Lindner, Rebecca Mir und Lars Riedel) aufgeteilt wurden. Dabei wurde jede Gruppe als geschlossenes Team bewertet, sodass letztendlich allen Paaren innerhalb der jeweiligen Gruppe die gleiche Punktzahl verliehen wurde.
Eine besondere Teilnehmerin der Tanzrunde war die deutsche Sängerin Joana Zimmer, die von Geburt an blind ist und dennoch unter den gleichen Bedingungen wie ihre Konkurrenten am Wettbewerb teilnahm. Gitte Hænning pausierte in der vierten Show wegen des Krebstodes ihrer Schwester Jette und stieg danach freiwillig aus. Die zuvor abgewählte Magdalena Brzeska durfte dafür an der Seite des Profitänzers Erich Klann wieder ihren Platz im Wettbewerb einnehmen.

## Kandidaten
| Platz | Kandidat                | Profitänzer         |
| ----- | ----------------------- | ------------------- |
| 01    | Magdalena Brzeska       | Erich Klann         |
| 02    | Rebecca Mir             | Massimo Sinató      |
| 03    | Stefanie Hertel         | Sergiy Plyuta       |
| 04    | Joana Zimmer            | Christian Polanc    |
| 05    | Lars Riedel             | Marta Arndt         |
| 06    | Patrick Lindner         | Isabel Edvardsson   |
| 07    | Mandy Capristo          | Stefano Terrazzino  |
| 08    | Ardian Bujupi           | Katja Kalugina      |
| 09    | Gitte Hænning           | Gennady Bondarenko  |
| 10    | Patrick Bach            | Melissa Ortiz-Gomez |
| 11    | Marc Terenzi            | Sarah Latton        |
| 12    | Uwe Fahrenkrog-Petersen | Helena Kaschurow    |

## Tänze
| Show                            | Datum          | Tänze in der Show                                                                                                   |
| ------------------------------- | -------------- | --- |
| 1. Show                         | 14. März 2012  | Cha-Cha-Cha oder Langsamer Walzer                                                                                   |
| 2. Show                         | 21. März 2012  | Salsa, Jive, Quickstepp oder Rumba                                                                                  |
| 3. Show                         | 28. März 2012  | Quickstepp, Salsa, Rumba, Tango, Jive oder Wiener Walzer                                                            |
| 4. Show – Dirty-Dancing-Special | 04. April 2012 | Cha-Cha-Cha, Jive, Salsa oder Rumba                                                                                 |
| 5. Show                         | 11. April 2012 | Tango, Samba, Slowfox oder Paso Doble                                                                               |
| 6. Show – Magic-Moments-Special | 18. April 2012 | Freestyle-Programme                                                                                                 |
| 7. Show                         | 25. April 2012 | Samba, Paso Doble, Slowfox oder Wiener Walzer, sowie ein gruppenweise bewerteter Tanz-Showdown (Tango vs. Jive)     |
| 8. Show                         | 02. Mai 2012   | Samba, Tango oder Quickstepp, sowie ein Discofox-Marathon aller fünf Paare                                          |
| 9. Show                         | 09. Mai 2012   | Zwei der noch nicht gezeigten Tänze (Wiener Walzer, Paso Doble, Quickstepp, Jive, Slowfox, Langsamer Walzer, Samba) |
| 10. Show – Halbfinale           | 16. Mai 2012   | Zwei der noch nicht gezeigten Tänze (Quickstepp, Cha-Cha-Cha, Salsa, Slowfox, Wiener Walzer, Tango)                 |
| 11. Show – Finale               | 23. Mai 2012   | Jurytanz, Lieblingstanz sowie ein Freestyle                                                                         |

## Ergebnisse
| Paar                                       | Platz | Letzter Tanz                  | 1  | 2  | 3  | 4   | 5    | 6  | 7 3   | 8 4   | 9        | 10       | 11           | ø je Tanz |
| ------------------------------------------ | ----- | ----------------------------- | -- | -- | -- | --- | ---- | -- | ----- | ----- | -------- | -------- | ------------ | --------- |
| Magdalena Brzeska & Erich Klann            | 1     | Cha-Cha-Cha, Tango, Freestyle | 21 | 23 | 28 | 21  | 34 2 | 35 | 30+26 | 38+ 6 | 79 39+40 | 73 36+37 | 109 32+38+39 | 32,73     |
| Rebecca Mir & Massimo Sinató               | 2     | Rumba, Salsa, Freestyle       | 26 | 32 | 19 | 21  | 33   | 33 | 26+24 | 33+ 8 | 67 33+34 | 73 35+38 | 109 34+38+37 | 31,47     |
| Stefanie Hertel & Sergiy Plyuta            | 3     | Cha-Cha-Cha, Slowfox          | 22 | 27 | 17 | 28  | 27   | 24 | 30+26 | 27+10 | 58 28+30 | 59 27+32 |              | 26,58     |
| Joana Zimmer & Christian Polanc            | 4     | Wiener Walzer, Samba          | 22 | 17 | 21 | 12  | 20   | 27 | 25+26 | 19+ 2 | 44 26+18 |          |              | 20,70     |
| Lars Riedel & Marta Arndt                  | 5     | Tango, Discofox               | 14 | 15 | 11 | 12  | 22   | 8  | 10+24 | 16+ 4 |          |          |              | 13,50     |
| Patrick Lindner & Isabel Edvardsson        | 6     | Paso Doble, Jive              | 21 | 21 | 23 | 21  | 13   | 22 | 21+24 |       |          |          |              | 20,29     |
| Mandy Capristo & Stefano Terrazzino        | 7     | Freestyle                     | 21 | 28 | 22 | 30  | 25   | 19 |       |       |          |          |              | 24,17     |
| Ardian Bujupi & Katja Kalugina             | 8     | Samba                         | 15 | 19 | 19 | 27  | 22   |    |       |       |          |          |              | 20,40     |
| Gitte Hænning & Gennady Bondarenko         | 9     | Salsa                         | 13 | 19 | 12 | – 1 | –    |    |       |       |          |          |              | 14,67     |
| Patrick Bach & Melissa Ortiz-Gomez         | 10    | Tango                         | 18 | 20 | 16 |     |      |    |       |       |          |          |              | 18,00     |
| Marc Terenzi & Sarah Latton                | 11    | Quickstepp                    | 22 | 16 |    |     |      |    |       |       |          |          |              | 19,00     |
| Uwe Fahrenkrog-Petersen & Helena Kaschurow | 12    | Cha-Cha-Cha                   | 9  |    |    |     |      |    |       |       |          |          |              | 09,00     |

Angegeben ist jeweils die Wertung der Jury
Grüne Zahlen: höchste erreichte Jury-Punktzahl der Show
Rote Zahlen: niedrigste erreichte Jury-Punktzahl der Show
Nach Jury- und Zuschauervoting Letztplatzierte
Weitergekommen ohne Präsentation eines Tanzes
Freiwillige Aufgabe
* Punkte in Normalgröße: Wertungen in Standardtänzen oder vergleichbaren Tänzen (bilden Durchschnittswert)
* Punkte in Kleinschrift in oberer Zeile: Wertungen für Sondertänze
* Punkte in Kleinschrift in unterer Zeile: Zusammensetzung der Gesamtwertung bei zwei oder mehr Standardtänzen
1 Gitte Hænning trat wegen eines Trauerfalls in der Familie am 4. April nicht an und schied danach freiwillig aus.
2 Magdalena Brzeska rückte am 11. April für die freiwillig ausgeschiedene Gitte Hænning nach.
3 Das Endergebnis setzt sich aus den Wertungen für einen Paartanz und für den Tanz-Showdown zusammen.
4 Das Endergebnis setzt sich aus der Wertung für einen Paartanz und zusätzlichen 2–10 Punkten für den Discofox-Marathon zusammen.

## Einzelne Tanzwochen
| Tanzpaar                                   | Tanz             | Musik                                                        |
| ------------------------------------------ | ---------------- | ------------------------------------------------------------ |
| Mandy Capristo & Stefano Terrazzino        | Cha-Cha-Cha      | Whitney Houston – I Wanna Dance with Somebody (Who Loves Me) |
| Patrick Bach & Melissa Ortiz-Gomez         | Langsamer Walzer | Take That – Love Ain’t Here Anymore                          |
| Uwe Fahrenkrog-Petersen & Helena Kaschurow | Cha-Cha-Cha      | Dead or Alive – You Spin Me Round (Like a Record)            |
| Magdalena Brzeska & Erich Klann            | Langsamer Walzer | Aretha Franklin – (You Make Me Feel Like) A Natural Woman    |
| Ardian Bujupi & Katja Kalugina             | Cha-Cha-Cha      | Maroon 5 feat. Christina Aguilera – Moves like Jagger        |
| Lars Riedel & Marta Arndt                  | Langsamer Walzer | The Commodores – Easy                                        |
| Stefanie Hertel & Sergiy Plyuta            | Langsamer Walzer | Richard Rodgers & Oscar Hammerstein – Edelweiß               |
| Marc Terenzi & Sarah Latton                | Cha-Cha-Cha      | CeeLo Green – F**k You!                                      |
| Gitte Hænning & Gennady Bondarenko         | Cha-Cha-Cha      | Cyndi Lauper – Girls Just Wanna Have Fun                     |
| Patrick Lindner & Isabel Edvardsson        | Langsamer Walzer | Louis Armstrong – What a Wonderful World                     |
| Rebecca Mir & Massimo Sinató               | Cha-Cha-Cha      | Ke$ha – TiK ToK                                              |
| Joana Zimmer & Christian Polanc            | Langsamer Walzer | Hayley Westenra – Dark Waltz                                 |

| Tanzpaar                            | Tanz       | Musik                                    |
| ----------------------------------- | ---------- | ---------------------------------------- |
| Rebecca Mir & Massimo Sinató        | Salsa      | Michel Teló – Ai Se Eu Te Pego!          |
| Magdalena Brzeska & Erich Klann     | Jive       | Kings of Leon – Sex on Fire              |
| Patrick Bach & Melissa Ortiz-Gomez  | Salsa      | The Doobie Brothers – Long Train Runnin’ |
| Marc Terenzi & Sarah Latton         | Quickstepp | Billy Idol – Rebel Yell                  |
| Ardian Bujupi & Katja Kalugina      | Rumba      | Marlon Roudette – New Age                |
| Patrick Lindner & Isabel Edvardsson | Rumba      | Brian Hyland – Sealed with a Kiss        |
| Lars Riedel & Marta Arndt           | Salsa      | The Four Tops – Loco in Acapulco         |
| Stefanie Hertel & Sergiy Plyuta     | Jive       | Kenny Loggins – Footloose                |
| Joana Zimmer & Christian Polanc     | Rumba      | Kelly Clarkson – Because of You          |
| Gitte Hænning & Gennady Bondarenko  | Quickstepp | Simon & Garfunkel – Mrs. Robinson        |
| Mandy Capristo & Stefano Terrazzino | Rumba      | Barry Manilow – Mandy                    |

| Tanzpaar                            | Tanz          | Musik                                             |
| ----------------------------------- | ------------- | ------------------------------------------------- |
| Ardian Bujupi & Katja Kalugina      | Quickstepp    | Aloe Blacc – I Need a Dollar                      |
| Stefanie Hertel & Sergiy Plyuta     | Salsa         | Paola & Chiara – Vamos a bailar (Esta vida nueva) |
| Patrick Lindner & Isabel Edvardsson | Quickstepp    | Tom Jones – It’s Not Unusual                      |
| Gitte Hænning & Gennady Bondarenko  | Salsa         | Marquess – Vayamos compañeros                     |
| Joana Zimmer & Christian Polanc     | Quickstepp    | Wir sind Helden – Nur ein Wort                    |
| Magdalena Brzeska & Erich Klann     | Rumba         | Adele – Someone like You                          |
| Patrick Bach & Melissa Ortiz-Gomez  | Tango         | Soft Cell – Tainted Love                          |
| Lars Riedel & Marta Arndt           | Jive          | Bonnie Tyler – Holding Out for a Hero             |
| Mandy Capristo & Stefano Terrazzino | Tango         | The Police – Roxanne                              |
| Rebecca Mir & Massimo Sinató        | Wiener Walzer | Pixie Lott – Cry Me Out                           |

| Tanzpaar                            | Tanz        | Musik                                                   |
| ----------------------------------- | ----------- | ------------------------------------------------------- |
| Lars Riedel & Marta Arndt           | Cha-Cha-Cha | Mickey & Sylvia – Love Is Strange                       |
| Mandy Capristo & Stefano Terrazzino | Jive        | Merry Clayton – Yes                                     |
| Ardian Bujupi & Katja Kalugina      | Salsa       | Michael Lloyd & Le Disc – De todo un poco               |
| Magdalena Brzeska & Erich Klann     | Cha-Cha-Cha | The Four Seasons – Big Girls Don’t Cry                  |
| Patrick Lindner & Isabel Edvardsson | Cha-Cha-Cha | Bruce Channel – Hey! Baby                               |
| Rebecca Mir & Massimo Sinató        | Rumba       | Eric Carmen – Hungry Eyes                               |
| Stefanie Hertel & Sergiy Plyuta     | Rumba       | Patrick Swayze feat. Wendy Fraser – She’s Like the Wind |
| Joana Zimmer & Christian Polanc     | Cha-Cha-Cha | The Ronettes – Be My Baby                               |

| Tanzpaar                            | Tanz       | Musik                                                  |
| ----------------------------------- | ---------- | ------------------------------------------------------ |
| Stefanie Hertel & Sergiy Plyuta     | Tango      | Dean Martin – Sway                                     |
| Ardian Bujupi & Katja Kalugina      | Samba      | Sérgio Mendes feat. The Black Eyed Peas – Mas que nada |
| Lars Riedel & Marta Arndt           | Slowfox    | Frank Sinatra – Love and Marriage                      |
| Mandy Capristo & Stefano Terrazzino | Paso Doble | Adele – Rolling in the Deep                            |
| Patrick Lindner & Isabel Edvardsson | Samba      | Dean Martin – Volare                                   |
| Rebecca Mir & Massimo Sinató        | Paso Doble | Pascual Marquina Narro – España cañí                   |
| Joana Zimmer & Christian Polanc     | Slowfox    | Carpenters – (They Long to Be) Close to You            |
| Magdalena Brzeska & Erich Klann     | Tango      | Carlos Gardel – Por una cabeza                         |

| Tanzpaar                            | Tanz      | Musik                                         |
| ----------------------------------- | --------- | --------------------------------------------- |
| Stefanie Hertel & Sergiy Plyuta     | Freestyle | ABBA – Waterloo                               |
| Mandy Capristo & Stefano Terrazzino | Freestyle | Destiny’s Child – Stand Up for Love           |
| Lars Riedel & Marta Arndt           | Freestyle | Survivor – Eye of the Tiger                   |
| Patrick Lindner & Isabel Edvardsson | Freestyle | Mireille Mathieu – Der Pariser Tango          |
| Magdalena Brzeska & Erich Klann     | Freestyle | Whitney Houston – One Moment in Time          |
| Joana Zimmer & Christian Polanc     | Freestyle | Katie Melua – When You Taught Me How to Dance |
| Rebecca Mir & Massimo Sinató        | Freestyle | Rihanna – S&M                                 |

| Tanzpaar                            | Tanz          | Musik                                             |
| ----------------------------------- | ------------- | ------------------------------------------------- |
| Magdalena Brzeska & Erich Klann     | Samba         | Olly Murs feat. Rizzle Kicks – Heart Skips a Beat |
| Joana Zimmer & Christian Polanc     | Paso Doble    | Snap! – I’ve Got the Power                        |
| Rebecca Mir & Massimo Sinató        | Slowfox       | Peggy Lee – Fever                                 |
| Lars Riedel & Marta Arndt           | Samba         | Buster Poindexter – Hot Hot Hot                   |
| Patrick Lindner & Isabel Edvardsson | Paso Doble    | AC/DC – Highway to Hell                           |
| Stefanie Hertel & Sergiy Plyuta     | Wiener Walzer | Billy Joel – She’s Always a Woman                 |
|                                     |               |                                                   |
| Team 1                              | Tango         | Debelah Morgan – Dance with Me                    |
| Team 2                              | Jive          | Olly Murs – Dance with Me Tonight                 |

| Tanzpaar                        | Tanz       | Musik |
| ------------------------------- | ---------- | --- |
| Stefanie Hertel & Sergiy Plyuta | Samba      | Miami Sound Machine – Conga! |
| Joana Zimmer & Christian Polanc | Tango      | Gotye feat. Kimbra – Somebody That I Used to Know                                                                                              |
| Magdalena Brzeska & Erich Klann | Quickstepp | Train – Hey, Soul Sister |
| Lars Riedel & Marta Arndt       | Tango      | Andrew Lloyd Webber – Das Phantom der Oper |
| Rebecca Mir & Massimo Sinató    | Samba      | Beyoncé – Crazy in Love |
|                                 |            | |
| alle Paare                      | Discofox   | Medley: Boney M. – Daddy Cool • O-Zone – Dragostea din tei • Haddaway – What Is Love • Alexandra Stan – Mr. Saxobeat • Eric Prydz – Call on Me |

| Tanzpaar                        | Tanz             | Musik                                                                |
| ------------------------------- | ---------------- | -------------------------------------------------------------------- |
| Joana Zimmer & Christian Polanc | Wiener Walzer    | Kelly Clarkson – Breakaway                                           |
| Joana Zimmer & Christian Polanc | Samba            | Boney M. – Sunny                                                     |
| Magdalena Brzeska & Erich Klann | Paso Doble       | Santa Esmeralda starring Leroy Gómez – Don’t Let Me Be Misunderstood |
| Magdalena Brzeska & Erich Klann | Slowfox          | Frankie Valli – Can’t Take My Eyes off You                           |
| Stefanie Hertel & Sergiy Plyuta | Quickstepp       | Katrina and the Waves – Walking on Sunshine                          |
| Stefanie Hertel & Sergiy Plyuta | Paso Doble       | KISS – I Was Made for Lovin’ You                                     |
| Rebecca Mir & Massimo Sinató    | Jive             | Bruno Mars – Marry You                                               |
| Rebecca Mir & Massimo Sinató    | Langsamer Walzer | Sarah McLachlan – Angel                                              |

| Tanzpaar                        | Tanz          | Musik                                       |
| ------------------------------- | ------------- | ------------------------------------------- |
| Rebecca Mir & Massimo Sinató    | Quickstepp    | Lena Meyer-Landrut – Satellite              |
| Rebecca Mir & Massimo Sinató    | Tango         | Gotan Project – Santa María (del Buen Ayre) |
| Stefanie Hertel & Sergiy Plyuta | Cha-Cha-Cha   | Katy Perry – Hot n Cold                     |
| Stefanie Hertel & Sergiy Plyuta | Slowfox       | The BossHoss – I Say a Little Prayer        |
| Magdalena Brzeska & Erich Klann | Salsa         | Don Omar feat. Lucenzo – Danza Kuduro       |
| Magdalena Brzeska & Erich Klann | Wiener Walzer | Percy Sledge – When a Man Loves a Woman     |

| Tanzpaar                        | Tanz        | Musik                                                                       |
| ------------------------------- | ----------- | --------------------------------------------------------------------------- |
| Rebecca Mir & Massimo Sinató    | Rumba       | Whitney Houston – I Will Always Love You                                    |
| Rebecca Mir & Massimo Sinató    | Salsa       | Michel Teló – Ai Se Eu Te Pego!                                             |
| Rebecca Mir & Massimo Sinató    | Freestyle   | Medley zum Thema „Sexy Oriental“                                            |
| Magdalena Brzeska & Erich Klann | Cha-Cha-Cha | Kelly Clarkson – Stronger (What Doesn’t Kill You)                           |
| Magdalena Brzeska & Erich Klann | Tango       | Carlos Gardel – Por una cabeza                                              |
| Magdalena Brzeska & Erich Klann | Freestyle   | Medley aus Fluch der Karibik: He’s a Pirate • Angelica • Moonlight Serenade |

## Tanztabelle
| Paar              | Show 1           | Show 2     | Show 3        | Show 4      | Show 5     | Show 6    | Show 7           | Show 7             | Show 8     | Show 8            | Show 9        | Show 9           | Show 10     | Show 10       | Show 11     | Show 11 | Show 11   |
| ----------------- | ---------------- | ---------- | ------------- | ----------- | ---------- | --------- | ---------------- | ------------------ | ---------- | ----------------- | ------------- | ---------------- | ----------- | ------------- | ----------- | ------- | --------- |
| Magdalena & Erich | Langsamer Walzer | Jive       | Rumba         | Cha-Cha-Cha | Tango      | Freestyle | Samba            | Tango (Team Tango) | Quickstepp | Discofox-Marathon | Paso Doble    | Slowfox          | Salsa       | Wiener Walzer | Cha-Cha-Cha | Tango   | Freestyle |
| Rebecca & Massimo | Cha-Cha-Cha      | Salsa      | Wiener Walzer | Rumba       | Paso Doble | Freestyle | Slowfox          | Jive (Team Jive)   | Samba      | Discofox-Marathon | Jive          | Langsamer Walzer | Quickstepp  | Tango         | Rumba       | Salsa   | Freestyle |
| Stefanie & Sergiy | Langsamer Walzer | Jive       | Salsa         | Rumba       | Tango      | Freestyle | Langsamer Walzer | Tango (Team Tango) | Samba      | Discofox-Marathon | Quickstepp    | Paso Doble       | Cha-Cha-Cha | Slowfox       |             |         |           |
| Joana & Christian | Langsamer Walzer | Rumba      | Quickstepp    | Cha-Cha-Cha | Slowfox    | Freestyle | Paso Doble       | Tango (Team Tango) | Tango      | Discofox-Marathon | Wiener Walzer | Samba            |             |               |             |         |           |
| Lars & Marta      | Langsamer Walzer | Salsa      | Jive          | Cha-Cha-Cha | Slowfox    | Freestyle | Samba            | Jive (Team Jive)   | Tango      | Discofox-Marathon |               |                  |             |               |             |         |           |
| Patrick & Isabel  | Langsamer Walzer | Rumba      | Quickstepp    | Cha-Cha-Cha | Samba      | Freestyle | Paso Doble       | Jive (Team Jive)   |            |                   |               |                  |             |               |             |         |           |
| Mandy & Stefano   | Cha-Cha-Cha      | Rumba      | Tango         | Jive        | Paso Doble | Freestyle |                  |                    |            |                   |               |                  |             |               |             |         |           |
| Ardian & Katja    | Cha-Cha-Cha      | Rumba      | Quickstepp    | Salsa       | Samba      |           |                  |                    |            |                   |               |                  |             |               |             |         |           |
| Gitte & Gennady   | Cha-Cha-Cha      | Quickstepp | Salsa         |             |            |           |                  |                    |            |                   |               |                  |             |               |             |         |           |
| Patrick & Melissa | Langsamer Walzer | Salsa      | Tango         |             |            |           |                  |                    |            |                   |               |                  |             |               |             |         |           |
| Marc & Sarah      | Cha-Cha-Cha      | Quickstepp |               |             |            |           |                  |                    |            |                   |               |                  |             |               |             |         |           |
| Uwe & Helena      | Cha-Cha-Cha      |            |               |             |            |           |                  |                    |            |                   |               |                  |             |               |             |         |           |

Höchste Bewertung00Niedrigste Bewertung00Paar ist ausgeschieden00Nichtbewerteter Finaltanz

## Höchste und niedrigste Bewertung

### Nach Tanz
| Tanz                    | Bester Promi                                   | Punktzahl | Schlechtester Promi                     | Punktzahl |
| ----------------------- | ---------------------------------------------- | --------- | --------------------------------------- | --------- |
| Cha-Cha-Cha             | Magdalena Brzeska                              | 32        | Uwe Fahrenkrog-Petersen                 | 9         |
| Discofox                | Stefanie Hertel                                | 10 von 10 | Joana Zimmer                            | 2 von 10  |
| Freestyle               | Magdalena Brzeska                              | 39        | Lars Riedel                             | 8         |
| Jive                    | Rebecca Mir                                    | 33        | Lars Riedel                             | 11        |
| Langsamer Walzer        | Rebecca Mir                                    | 34        | Lars Riedel                             | 14        |
| Paso Doble              | Magdalena Brzeska                              | 39        | Patrick Lindner                         | 21        |
| Quickstepp              | Magdalena Brzeska                              | 38        | Ardian Bujupi                           | 19        |
| Rumba                   | Rebecca Mir                                    | 34        | Joana Zimmer                            | 17        |
| Salsa                   | Rebecca Mir                                    | 38        | Gitte Hænning                           | 12        |
| Samba                   | Rebecca Mir                                    | 33        | Lars Riedel                             | 10        |
| Slowfox                 | Magdalena Brzeska                              | 40        | Joana Zimmer                            | 20        |
| Tango                   | Rebecca Mir Magdalena Brzeska                  | 38        | Lars Riedel                             | 16        |
| Team Tänze Tango - Jive | Magdalena Brzeska Stefanie Hertel Joana Zimmer | 26 von 40 | Rebecca Mir Lars Riedel Patrick Lindner | 24 von 40 |
| Wiener Walzer           | Magdalena Brzeska                              | 37        | Rebecca Mir                             | 19        |

Punktezahlen nach vier, drei, zwei oder einer 10-Punkte-Skala der Jury

### Nach Paar
| Tanzpaar          | Höchstbewerteter Tanz | Punktzahl | Niedrigstbewerteter Tanz     | Punktzahl |
| ----------------- | --------------------- | --------- | ---------------------------- | --------- |
| Ardian & Katja    | Salsa                 | 27        | Cha-Cha-Cha                  | 15        |
| Gitte & Gennady   | Quickstepp            | 19        | Salsa                        | 12        |
| Joana & Christian | Freestyle             | 27        | Cha-Cha-Cha                  | 12        |
| Lars & Marta      | Tango                 | 16        | Freestyle                    | 8         |
| Magdalena & Erich | Slowfox               | 40        | Langsamer Walzer Cha-Cha-Cha | 21        |
| Mandy & Stefano   | Jive                  | 30        | Freestyle                    | 19        |
| Marc & Sarah      | Cha-Cha-Cha           | 22        | Quickstepp                   | 16        |
| Patrick & Isabel  | Quickstepp            | 23        | Samba                        | 13        |
| Patrick & Melissa | Salsa                 | 20        | Tango                        | 16        |
| Rebecca & Massimo | Tango Salsa           | 38        | Wiener Walzer                | 19        |
| Stefanie & Sergiy | Slowfox               | 32        | Salsa                        | 17        |
| Uwe & Helena      | Cha-Cha-Cha           | 9         | Cha-Cha-Cha                  | 9         |

Punktezahlen nach vier 10-Punkte-Skalen der Jury